# Atlanta Assurance
AtlantaSanad est une compagnie d'assurances et de réassurance marocaine.
Elle est introduite en bourse en 2007.
C'est une filiale du groupe Holmarcom, qui en est le principal actionnaire.

## Histoire
En 2020 la Compagnie d'Assurances et de Réassurance Atlanta annonce la fusion-absorption de la Compagnie Sanad et change de dénomination vers AtlantaSanad.